# Lucius Novius Rufus
Pour les articles homonymes, voir Rufus (homonymie).
Lucius Novius Rufus, né à Lutèce, est un Sénateur en poste comme Légat pour la province impériale de la Tarraconaise.

## Biographie
En 186, le sénateur romain Lucius Novius Rufus est nommé Légat d'Auguste propréteur avec le titre de Proconsul pour gouverner la province impériale de Tarraconaise depuis sa capitale Tarraco future Tarragone. Il commanda un temps la Legio VII Gemina avant que celle-ci se retourne contre lui.
En 193, le gouverneur de Bretagne, Clodius Albinus s’était révolté contre l’accession au pouvoir de Didius Julianus et s'était associé pendant un court laps de temps à Septime Sévère, alors responsable de l’armée du Danube. Mais celui-ci, après s’être débarrassé d’un autre prétendant, Pescennius Niger, avait rompu son association avec Albinus, lequel proclamé Auguste par ses troupes, débarqua en janvier 197 en Gaule contrôlant la Bretagne, les Gaules et l'Espagne où il reçut l’adhésion de la Legio VII Gemina. Bientôt toutefois, celle-ci changea d’allégeance et se rangea du côté de Septime Sévère. 
En 197, il participa à la bataille de Lugdunum qui opposa les armées de l'empereur romain Septime Sévère et de l'usurpateur romain Clodius Albinus les 19-20 février 197 à Lugdunum. Ayant pris le parti de Clodius Albinus. 
En 197,  alors que Tiberius Claudius Candidus était  gouverneur de la province d’Hispanie Citerior (legatus Augustorum pro praetore provinciae Hispaniae citerioris) la Legio VII Gemina combattit Lucius Novius Rufus, alors gouverneur de la province de Tarraconaise, allié de Clodius Albinus. À la suite de quoi, la légion reçut de Septime Sévère le cognomen de Pia Felix (Loyale et favorisée par la chance), titre d’honneur attesté par une inscription du gouverneur Quintus Hedius Lollianus Plautius Avitus entre 208 et 211 . Cette guerre civile devait se terminer en 197 par la victoire de Septime Sévère à Lugdunum (Lyon en France). Lucius Novius rufus est remplacé comme légat de la province impériale de Tarraconaise par Tiberius Claudius Candidus un fidèle de Septime Sévère. 
Lucius Novius Rufus fut capturé après la défaite de son camp, lors de la bataille de Lugdunum. Il fut exécuté et sa tête aurait été apporté à Rome comme trophée.

## Sources
- Duncan Fishwick, The Imperial Cult in the Latin West: Studies in the Ruler Cult of the Western Provinces of the Roman Empire, Volume 3, BRILL, 2002, 1, 199.
- Matthäus Heil, Clodius Albinus und der Bürgerkrieg von 197. In: Hans-Ulrich Wiemer : Staatlichkeit und politisches Handeln in der römischen Kaiserzeit, de Gruyter, Berlin 2006, p. 55-85.